# Блохін Євген Анатолійович
Євген Анатолійович Блохін (рос. Евгений Анатольевич Блохин; 29 травня 1979, м. Усть-Каменогорськ, СРСР) — казахський хокеїст, захисник. Учасник зимових Олімпійських ігор 2006 року.

## Спортивна кар'єра
Виступав за «Лада» (Тольятті), «Іжсталь» (Іжевськ), «Мотор» (Барнаул), «Казахмис» (Караганда), ХК «МВД» (Твер), «Динамо» (Москва), «Металург» (Новокузнецьк), «Сибір» (Новосибірськ), «Нафтохімік» (Нижньокамськ), «Югра» (Ханти-Мансійськ), «Нафтохімік» (Нижньокамськ), Барис.
У складі національної збірної Казахстану учасник зимових Олімпійських ігор 2006 (2 матчі, 0+0), учасник чемпіонатів світу 2005 і 2006 (12 матчів, 0+2). У складі молодіжної збірної Казахстану учасник чемпіонату світу 1999.

## Статистика
Статистика виступів у російській суперлізі і Континентальній хокейній лізі:
| Сезон              | Клуб                        | Ліга               | Регулярний сезон | Регулярний сезон | Регулярний сезон | Регулярний сезон | Регулярний сезон | Плей-оф | Плей-оф | Плей-оф | Плей-оф | Плей-оф |
| Сезон              | Клуб                        | Ліга               | І                | Г                | П                | О                | ШХ               | І       | Г       | П       | О       | ШХ      |
| ------------------ | --------------------------- | ------------------ | ---------------- | ---------------- | ---------------- | ---------------- | ---------------- | ------- | ------- | ------- | ------- | ------- |
| 1996/97            | «Лада» (Тольятті)           | Росія              | 2                | 0                | 0                | 0                | 2                | —       | —       | —       | —       | —       |
| 1997/98            | «Дизеліст» (Пенза)          | Росія              | 21               | 1                | 0                | 1                | 10               | —       | —       | —       | —       | —       |
| 1997/98            | «Лада» (Тольятті)           | Росія              | —                | —                | —                | —                | —                | 1       | 0       | 0       | 0       | 0       |
| 2005/06            | ХК МВД (Твер)               | Росія              | 36               | 0                | 3                | 3                | 30               | —       | —       | —       | —       | —       |
| 2006/07            | «Металург» (Новокузнецьк)   | Росія              | 22               | 0                | 1                | 1                | 20               | —       | —       | —       | —       | —       |
| 2006/07            | «Динамо» (Москва)           | Росія              | 23               | 0                | 3                | 3                | 44               | 3       | 0       | 0       | 0       | 2       |
| 2007/08            | «Динамо» (Москва)           | Росія              | 1                | 0                | 0                | 0                | 2                | —       | —       | —       | —       | —       |
| 2007/08            | «Сибір» (Новосибірськ)      | Росія              | 21               | 0                | 1                | 1                | 26               | —       | —       | —       | —       | —       |
| Всього в Суперлізі | Всього в Суперлізі          | Всього в Суперлізі | 126              | 1                | 8                | 9                | 134              | 4       | 0       | 0       | 0       | 2       |
| 2008/09            | «Нафтохімік» (Нижньокамськ) | КХЛ                | 32               | 2                | 3                | 5                | 36               | 3       | 0       | 0       | 0       | 4       |
| 2010/11            | «Югра» (Ханти-Мансійськ)    | КХЛ                | 43               | 3                | 10               | 13               | 54               | 5       | 1       | 0       | 1       | 6       |
| 2011/12            | «Югра» (Ханти-Мансійськ)    | КХЛ                | 46               | 5                | 7                | 12               | 54               | 5       | 1       | 1       | 2       | 6       |
| 2012/13            | «Нафтохімік» (Нижньокамськ) | КХЛ                | 34               | 4                | 6                | 10               | 50               | —       | —       | —       | —       | —       |
| 2013/14            | «Барис» (Астана)            | КХЛ                | 44               | 5                | 7                | 12               | 40               | 3       | 1       | 0       | 1       | 2       |
| 2014/15            | «Барис» (Астана)            | КХЛ                | 49               | 2                | 11               | 13               | 64               | 3       | 0       | 0       | 0       | 2       |
| Всього в КХЛ       | Всього в КХЛ                | Всього в КХЛ       | 261              | 21               | 45               | 66               | 304              | 19      | 3       | 1       | 4       | 16      |

У національній збірній:
| Сезон | Команда   | Турнір   | І | Г | П | О | ШХ |
| ----- | --------- | -------- | - | - | - | - | -- |
| 2005  | Казахстан | ЧС       | 6 | 0 | 1 | 1 | 8  |
| 2006  | Казахстан | ОІ       | 2 | 0 | 0 | 0 | 0  |
| 2006  | Казахстан | ЧС       | 6 | 0 | 1 | 1 | 22 |
| 2011  | Казахстан | Азія     | 3 | 3 | 0 | 3 |    |
| 2013  | Казахстан | ЧС (D1А) | 5 | 1 | 0 | 1 | 6  |
| 2014  | Казахстан | ЧС       | 7 | 1 | 3 | 4 | 4  |